# Carbures
Airtificial (Carbures) es una compañía tecnológica internacional. Sus áreas de actividad son la ingeniería y fabricación de estructuras de composites por un lado, e ingeniería de sistemas por otro.

## Historia
Su origen lo tiene en un grupo de investigación de la Universidad de Cádiz (España), en 1999. Se comenzó un proyecto académico entre la Universidad y Construcciones Aeronáuticas S.A. (hoy en día llamado EADS) con el fin de vincular el aprendizaje a la vida real, llevando a cabo la implementación de un sistema de gestión de la recepción técnica aeroespacial de materias primas.
Actualmente con la cifra de 800 empleados, los cuales están repartidos en 15 ciudades en todo el mundo, donde se encuentran los centros de investigación pertenecientes a la empresa. Los subsectores del Transporte en los que Carbures trabaja son: aeroespacial, automoción, ferroviario, infraestructura civil y defensa.
En 2011, Carbures dio el paso a la internacionalización anunciando la construcción de un centro de investigación en el estado de Carolina del Sur (Estados Unidos) que se abriría para 2012.
En 2013, Carbures lanzó dos ampliaciones de capital que tuvieron bastante éxito, lo que le permitió a la empresa atraer la atención de inversores medianos y minoristas así como de lanzar nuevos proyectos.
En febrero de 2014 compró la empresa catalana, Mapro, poseída hasta el momento por el holding Generalitat Avançsa, con un 22,5% de participación. Carbures informó de que a partir de ese momento la empresa Mapro pasaría a formar parte integral del grupo empresarial Carbures en un 100%, y que su estructura ya formada sería aprovechada para las nuevas estrategias mercantiles de Carbures.
Su principal competidora en el mercado del MAB era la empresa Gowex., hasta que Gowex se hundió al destaparse que era un fraude .

### Cotización de la empresa
En marzo de 2012, Carbures salió a cotizar al Mercado Alternativo Bursátil (MAB), habiéndose revalorizado sus títulos en un 1 800% en sus primeros dos años como empresa cotizada, y pasando a cotizar en sistema continuo dentro del mismo Mercado Alternativo, debido a su volumen de movimiento.

### Suspensión de la cotización y dudas sobre viabilidad
Durante el proceso de auditoría previo a la salida al Mercado Continuo de la compañía, la auditora, PwC identifica algunos aspectos contradictorios con la información hecha pública hasta el momento por la compañía, que llevan al MAB a decidir la suspensión de la cotización el 7 de octubre de 2014. La salida al Mercando Continuo, que dependía entre otros factores de un préstamo sindicado entre varias entidades bancarias, y la posible necesidad de que la empresa se vea obligada a reformular sus cuentas, imputando pérdidas a los ejercicios de 2013 y 2014, han puesto la credibilidad de la compañía en entredicho.
En 2018 se fusionó con Inypsa y pasó a denominarse Airtificial

## Presencia Internacional
Tiene centros de producción e ingeniería en Estados Unidos, así como en países de Europa, Iberoamérica y en China:
| - Seattle (Washington D. C., EEUU). - Greenville (Carolina del Sur, EEUU). - Saginaw (Míchigan, EE. UU.) - Detroit (Míchigan, EE. UU.) - El Puerto de Santa María (Cádiz, España). | - Jerez de la Frontera (Cádiz, España). - Sevilla (España). - El Burgo de Osma (Soria, España). - Illescas (Toledo, España). - Barcelona (Cataluña, España). | - Harbin (Heilongjiang, China). - Shanghái (China). - Ciudad de México (México, D. F., México) - Santiago (Querétaro, México) - Tychy (Silesia, Polonia) |

El primer centro de investigación es el que hoy en día se ha convertido en sede de la empresa en la ciudad gaditana del Puerto de Santa María.
| País           | N.º de Centros |
| -------------- | -------------- |
| España         | 6              |
| Estados Unidos | 4              |
| China          | 2              |
| México         | 2              |
| Polonia        | 1              |

## Tecnología
Carbures tiene un área de I+D que continuamente está investigando sobre nuevos materiales y desarrollando nuevas aplicaciones de los materiales compuestos a los distintos sectores, como es el caso del grafeno, o los nanotubos de fibra de carbono.
La empresa cuenta con tecnología propia, como la patentada RMCP (en inglés: Rapid Multiinjection Compression Process), mediante la cual se consiguen series largas en la fabricación de piezas de fibra de carbono, reduciendo los tiempos de fabricación considerablemente, desde las 8 horas que dura un ciclo en autoclave, hasta los 10 minutos que se consigue con la tecnología propia RMCP.
También utiliza otras tecnologías que son las más usadas en la fabricación de materiales compuestos y que dependen de la forma, complejidad, uso final y parámetros de diseño de las piezas. Las principales técnicas son:
- HLU (en inglés: Hand Lay Up).
- RTM (en inglés: Resin Transfer Moulding).
- VARTM (en inglés: Vacuum Assistant Transfer Molding).
- ATL (en inglés: Automatic Tape Lay Up).

Desde Carbures Systems se cuenta con tecnología destacada como: desarrollo electrónico para convertidores de potencia media baja (DC/DC de alta eficiencia), hardware de alta frecuencia, Software Defined Radio (FPGA), sistemas de control de elementos mecatrónicos con características hápticas, así como simuladores e interfaces de pruebas.
Experiencia en calificación de equipos bajo normativa RTCA-‐DO178B, 160 y MIL-‐ STD461, para equipos embarcados en avión de nivel A en cuanto a criticidad. Realización de estudios de safety para equipamiento electrónico incluyendo Fault Tree Analysis y Failure Mode Effects Analysis.

## Premios
- European Small Midcap Award 2013 en la categoría “Most International Minded”. Premio concedido por la Comisión Europea a la empresa que destaca por su estrategia y actividad internacional.
- Premio 2013 de invención e investigación en química aplicada “Profesor Martínez Moreno”, otorgado por la Universidad de Sevilla y la Fundación García Cabrerizo, reconociendo la labor de investigación aplicada e I+D realizada por CARBURES.
- Premio 2013 de implicación social en las Universidades Públicas de Andalucía. Reconoce el esfuerzo realizado por la Compañía por impulsar la colaboración y transferencia de conocimiento de la Universidad a la sociedad.
- Premio Ecofin 2013 “Titanes de las finanzas”. Galardón concedido por la Revista empresarial Ecofin, que reconoce la competitividad, la liquidez y la internacionalización de los candidatos.
- Premio 2012 “Arquitectura en positivo”. Otorgado por el Consejo Superior de Colegios de Arquitectos de España (CSCAE), el premio valora aplicación de nuevos materiales, la protección medioambiental y la innovación en la construcción.
- IX Premio “La Voz” en modalidad “empresa”, 2013. Premio del Grupo de comunicación Vocento, que reconoce la labor empresarial más destacada durante el año.